# Revolta din Gandja (1920)
Revolta din Gandja din 1920 (în azeră Gəncə üsyanı), denumită și Răscoala din Gandja, a fost o rebeliune antibolșevică care a avut loc în orașul Gandja din Azerbaidjan în perioada 26-31 mai 1920 ca reacție la politica de sovietizare a Azerbaidjanului.

## Preludiu
Dezintegrarea Imperiului Rus a dus la formarea mai multor state independente pe teritoriul său. La 28 mai 1918 Consiliul Național Azer a proclamat independența Republicii Democratice Azerbaidjan. Douăzeci și trei de luni mai târziu, Partidul Musavat ales în mod democratic a cedat puterea politică din Azerbaidjan către bolșevici pentru a evita ca Armata a 11-a Roșie aflată în înaintare să producă o vărsare de sânge pe teritoriul țării. La 28 aprilie 1920 a fost proclamată Republica Sovietică Socialistă Azerbaidjană.
Sovietizarea Azerbaidjanului a redus semnificativ presiunea bolșevică asupra statelor vecine, ceea ce a provocat resentimente și nesupunere în rândul azerilor care au fost demoralizați și șocați de această schimbare politică rapidă. Populația civilă a fost înfuriată de rechiziționarea proviziilor de către bolșevici și de sentimentele lor antireligioase explicite. Revolta a fost declanșată și de diferite organizații politice fondate de membrii partidului Musavat care au fugit în Georgia sau și-au continuat activitatea în clandestinitate. Atitudinea antibolșevică s-a răspândit și în rândul militarilor azeri care erau nemulțumiți de planul sovieticilor de a reorganiza Armata Azerbaidjanului după modelul Armatei Roșii prin trecerea în rezervă a ofițerilor și divizarea unităților.

## Revolta
Destituirea comandantului garnizoanei Gandja, Mahammad Mirza Qajar, și a ofițerilor subordonați a cauzat o revoltă civilă în rândul azerilor. Cei 1.800 de militari ai garnizoanei s-au revoltat în noaptea de 25 spre 26 mai 1920 și au preluat controlul asupra cartierului musulman al orașului Gandja. Ei erau conduși de generalul Qajar, generalul Javad bey Șihlinski, generalul Teymur Novruzov și colonelul Jahangir Kazimbeyov. Trupele sovietice au sosit pe calea ferată și au înconjurat orașul. Sovieticii au încercat de nenumărate ori să lanseze un atac în ziua de 29 mai, dar de fiecare dată au fost respinși și au suferit grele pierderi. Militarii sovietici au reușit să înfrângă rebeliunea abia după ce au folosit artileria grea. Aproximativ 1.000 de rebeli au fost uciși, iar restul au fugit în munți pentru a se alătura unităților care fuseseră formate acolo. Bătălia a durat până la 31 mai și s-a încheiat cu victoria sovieticilor. Ulterior, orașul a fost jefuit timp de o săptămână întreagă.

## Urmări
Comisarul poporului pentru afaceri interne al Azerbaidjanului, Hamid Sultanov, care fusese trimis în orașul Gandja, a ordonat și organizat represiuni în masă împotriva persoanelor suspectate că aveau legături cu rebeliunea. Sute de oameni au fost executați public. Douăzeci și doi de ofițeri (printre care șase generali) au fost trimiși imediat pe insula Narghin și împușcați a doua zi, alături de alți cincizeci și șapte de exilați, de plutoane de execuție ale bolșevicilor. Armata a 11-a Roșie a emis un decret special, prin care ordona detașamentelor militare să-și consolideze controlul asupra localităților azere în care puteau avea loc tulburări civile și să confiște armele de la populație. Cei care urmau să-și predau armele și munițiile în mod voluntar erau recompensați financiar, iar cei care nu doreau să-și predea armele trebuiau împușcați imediat.
Revolta din Gandja din 1920 a avut ca efect declanșarea în iunie 1920 a mai multor rebeliuni regionale, printre care revolta din Șușa condusă de Nuri Pașa și rebeliunea din Zaqatala condusă de Molla Hafiz Afandiyev, dar totuși niciuna dintre ele nu a fost atât de importantă ca Revolta din Gandja. În septembrie 1920 a avut loc o nouă serie de rebeliuni de diferite dimensiuni în Daghestan și Quba, în Garabulag, în Șəmkir și în Lankaran, care au durat până în 1924.